# Hampton Court Palace Flower Show

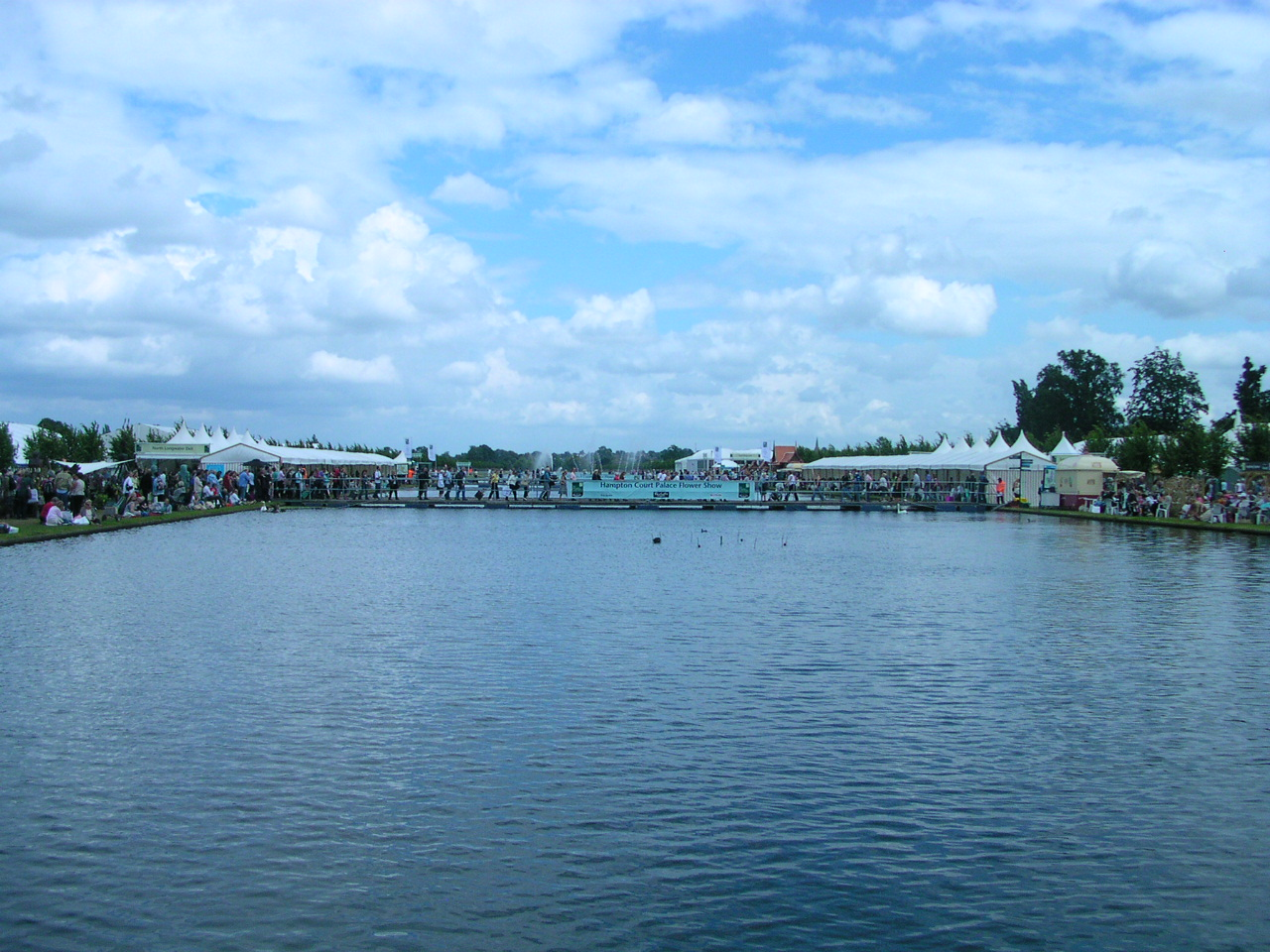
Ausstellungen auf beiden Seiten des großen Kanals

Die Hampton Court Palace Flower Show ist die größte Blumenausstellung der Welt. Die Show findet regelmäßig Anfang Juli statt und wird von der Royal Horticultural Society (RHS) im Hampton Court Palace im Südwesten Londons veranstaltet. Die Ausstellung zeigt Schaugärten, Blumenzelte und Pavillons, Vorträge und Vorführungen. Errichtet auf der Nord- und Südseite des großen Kanals im Hampton Court Park, ist es die zweite große nationale Ausstellung nach der Chelsea Flower Show, hat aber einen anderen Charakter und konzentriert sich mehr auf Umweltfragen, den Anbau eigener Lebensmittel, Gemüse und Kochkunst und bietet gleichzeitig die Möglichkeit, Gartenzubehör, Pflanzen und Blumen zu kaufen.

## Entstehung der Show
Die Hampton Court Palace Flower Show wurde von dem Unternehmensberater Adrian Boyd ins Leben gerufen, der die Möglichkeit sah, zwei Organisationen in einem Joint Venture miteinander zu verbinden. Das Umweltministerium war in den 80er Jahren aufgeteilt worden, und einer der Teile war der Historic Royal Palaces, der nach Möglichkeiten suchte, seine Einnahmen zu steigern und ein größeres Publikum anzuziehen. Auch Network SouthEast, einer der temporären Zusammenschlüsse, die durch die Privatisierung der British Rail entstanden sind, suchte nach Möglichkeiten, ihre Strecken profitabler zu machen. Boyds Idee war, dass Network Southeast eine Blumenausstellung in Hampton Court sponsern und die öffentlichen Verkehrsmittel zum Bahnhof von Hampton Court bereitstellen sollte. Damals arbeitete die RHS Shows Abteilung an vier neuen Veranstaltungen für 1993, in Birmingham, Harrogate, Wembley und Glasgow.

## Die Anfänge von 1990 bis 1992
Im Juli 1990 fand die erste Hampton Court Palace Flower Show statt. Es wurden Anstrengungen unternommen, um die Leute für die Show zu begeistern, und die Träger trugen Nelken in den Hüten, um für Aufmerksamkeit zu sorgen. Obwohl die Messe vergleichsweise wenig Unterstützung durch den Handel fand, zog sie große Menschenmengen an. Das Netzwerk Südost zeigte sich erfreut: „70 Prozent der geschätzten 300.000 Besucher nutzten die Schiene und das hat unser Sponsoring um ein Vielfaches bezahlt“.
Die RHS diskutierte, ob sie bei der Show helfen sollte, besonders als Chelsea an seine Kapazitätsgrenze kam. Die Organisatoren erklärten, dass sie eine Beteiligung der RHS ab 1992 begrüßen würden, und die RHS-Mitglieder erhielten auf der Messe 1991 einen reduzierten Eintrittspreis. Adrian Greenoak, der Gartenbauleiter der Show, erreichte eine kontinuierliche Verbesserung der Standards; die Show 1991 führte ein Britisches Rosen Festival ein, an dem die Royal National Rose Society und die British Rose Growers’ Association gemeinsam beteiligt waren.
Im November 1992 verkündete Network Southeast, dass sie die Show nicht weiter unterstützten. Es kam zu einer Vielzahl von Verhandlungen: Boyd, der keine Rechte an der Show hatte, musste sich an einer Ausschreibung beteiligen. Stephen Bennett skizzierte die Vorteile des RHS-Engagements: „Wir können die Kosten enorm senken… Neben der Einsparung von Werbekosten durch unser umfangreiches mediales Netzwerk verfügen wir über eine enorme Menge an Equipment.“ Die Historic Royal Palaces akzeptierten das Angebot der RHS unter der Bedingung, dass sie sich verpflichteten, bestimmte Mitarbeiter auf der Gehaltsliste zu halten, darunter Adrian Greenoak. Es war ein riskantes Unterfangen, denn für 1993 wurden bereits vier neue Shows geplant.

## Die RHS Jahre, von 1993 bis heute
Die erste RHS Hampton Court Show fand 1993 statt mit Unterstützung der Daily Mail. Die Show war ein beachtlicher Erfolg, und die folgende Veranstaltung wurde zur besten Outdoor-Veranstaltung des Jahres 1994 erklärt. Mit einem 10 Hektar großen Ausstellungsgelände gab es Raum für erhebliche Erweiterungen, und in den nächsten Jahren wurde ein Kulturerbe-Zelt für das National Council for the Conservation of Plants and Gardens (NCCPG) und seine nationalen Sammlungen eingerichtet – zunächst ein eher ruhiges Gebiet, das aber im öffentlichen Interesse stetig wuchs; Handwerkspavillons, die unter Adrian Boyd die erste Begrüßung des Besuchers waren, wurden allmählich an eine weniger prominente Stelle verlegt; es gab Platz für ein paar Dutzend Schaugärten und einen separaten Bereich auf der anderen Seite des großen Kanals, für zehn Wassergärten. 1998 wurde am Royal Hospital for Neuro-disability ein Garten in Hampton Court wieder aufgebaut. Während Chelsea die prestigeträchtigste Ausstellung der Gesellschaft blieb, war Hampton Court die größere und wurde als solche vermarktet. Innerhalb weniger Jahre hatte sich die Investition in Hampton Court mehr als amortisiert.
Zu den Highlights der Show 2011 gehörte der Garten „The World Vision“ von FlemonsWarLandDesign, der sich mit der Vision von Kindern in ärmeren Ländern beschäftigte. Der Konzeptgarten „Land Obscured“ von Dan Lobb lud die Besucher in den unterirdischen Garten ein, um ihn durch ein Periskop aus einer neuen Perspektive zu betrachten.
Im Jahr 2012 wurde eine Auswahl von Gärten nach Gedichten bekannter englischer Dichter sowie ein Rosenzelt nach dem Vorbild von Alice im Wunderland eingeführt.

## Veranstaltungszeitraum

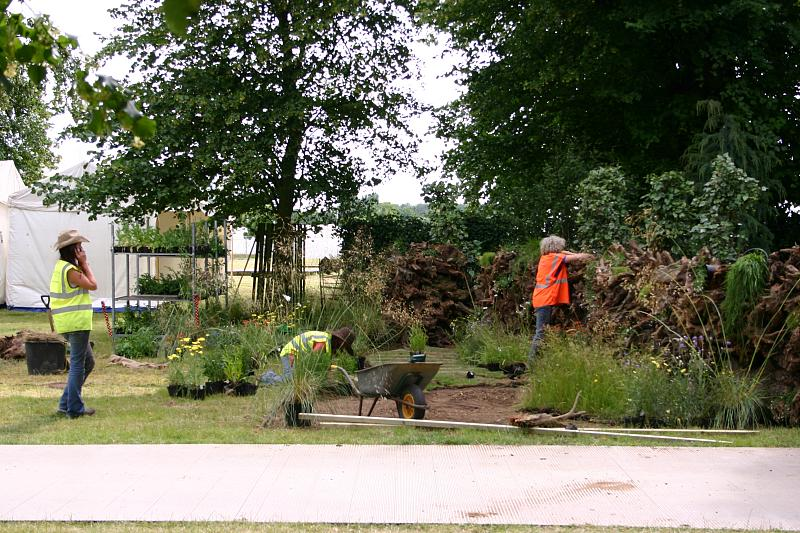
Ein Stand im Aufbau 2008

Die Veranstaltung findet immer dienstags bis sonntags statt und endet in der Regel am zweiten Sonntag im Juli.
- 2007 fand die Veranstaltung vom 3. bis zum 8. Juli statt.
- 2008 fand die Veranstaltung vom 8. bis zum 13. Juli statt.
- 2009 fand die Veranstaltung vom 7. bis zum 12. Juli statt.
- 2010 fand die Veranstaltung vom 6. bis zum 11. Juli statt.
- 2011 fand die Veranstaltung vom 5. bis zum 10. Juli statt.
- 2012 fand die Veranstaltung vom 3. bis zum 8. Juli statt.
- 2013 fand die Veranstaltung vom 9. bis zum 14. Juli statt.[4]
- 2014 fand die Veranstaltung vom 8. bis zum 13. Juli statt.[5]
- 2015 fand die Veranstaltung vom 30. Juni bis zum 5. Juli statt.[6]
- 2016 fand die Veranstaltung vom 5. bis zum 10. Juli statt.[7]
- 2017 fand die Veranstaltung vom 4. bis zum 9. Juli statt.[8]
- 2018 fand die Veranstaltung vom 3. bis zum 8. Juli statt.[9]

## Gold Gewinner 2016

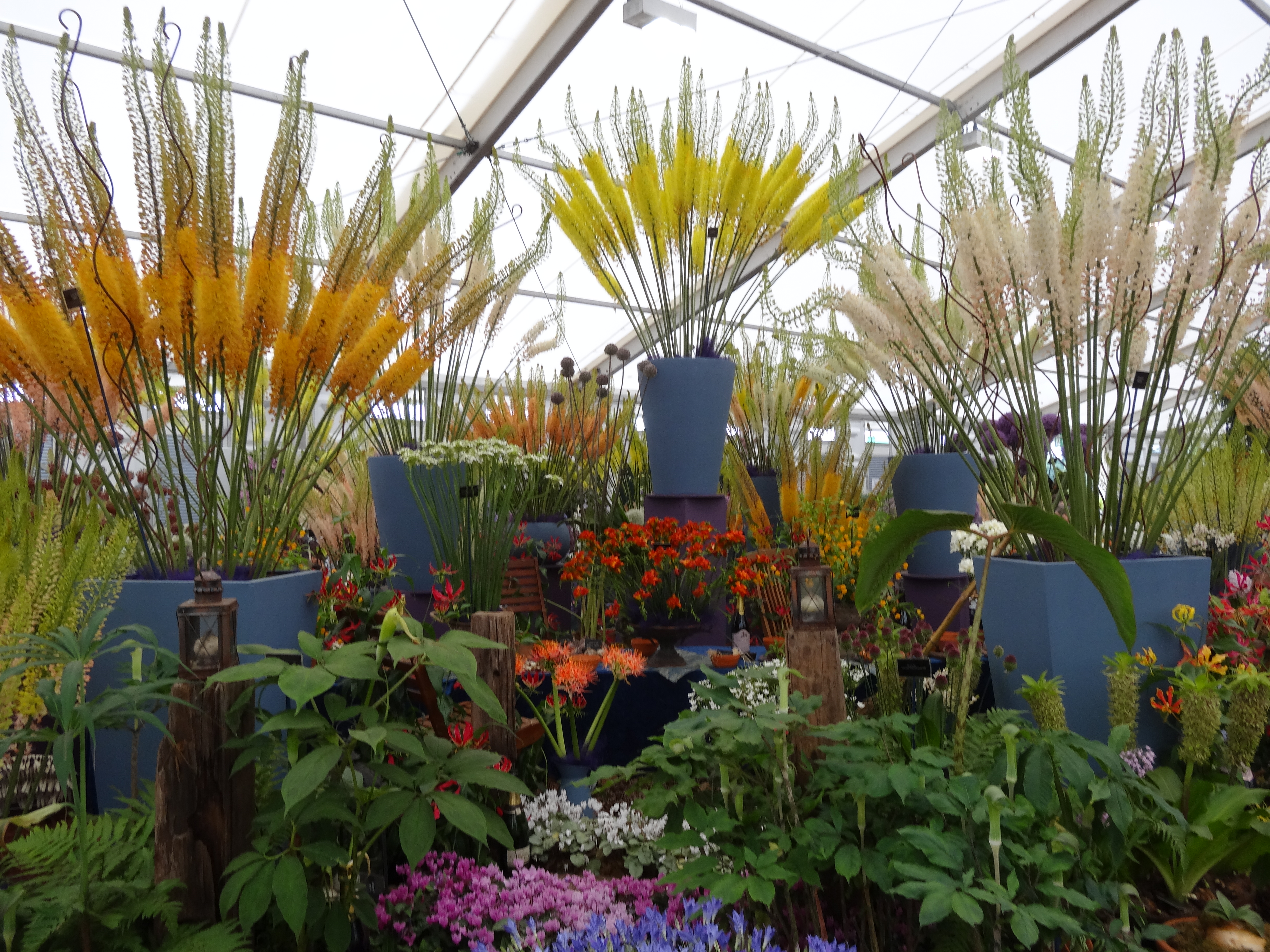
Jacques-Amands-Ausstellung im Blumenzelt
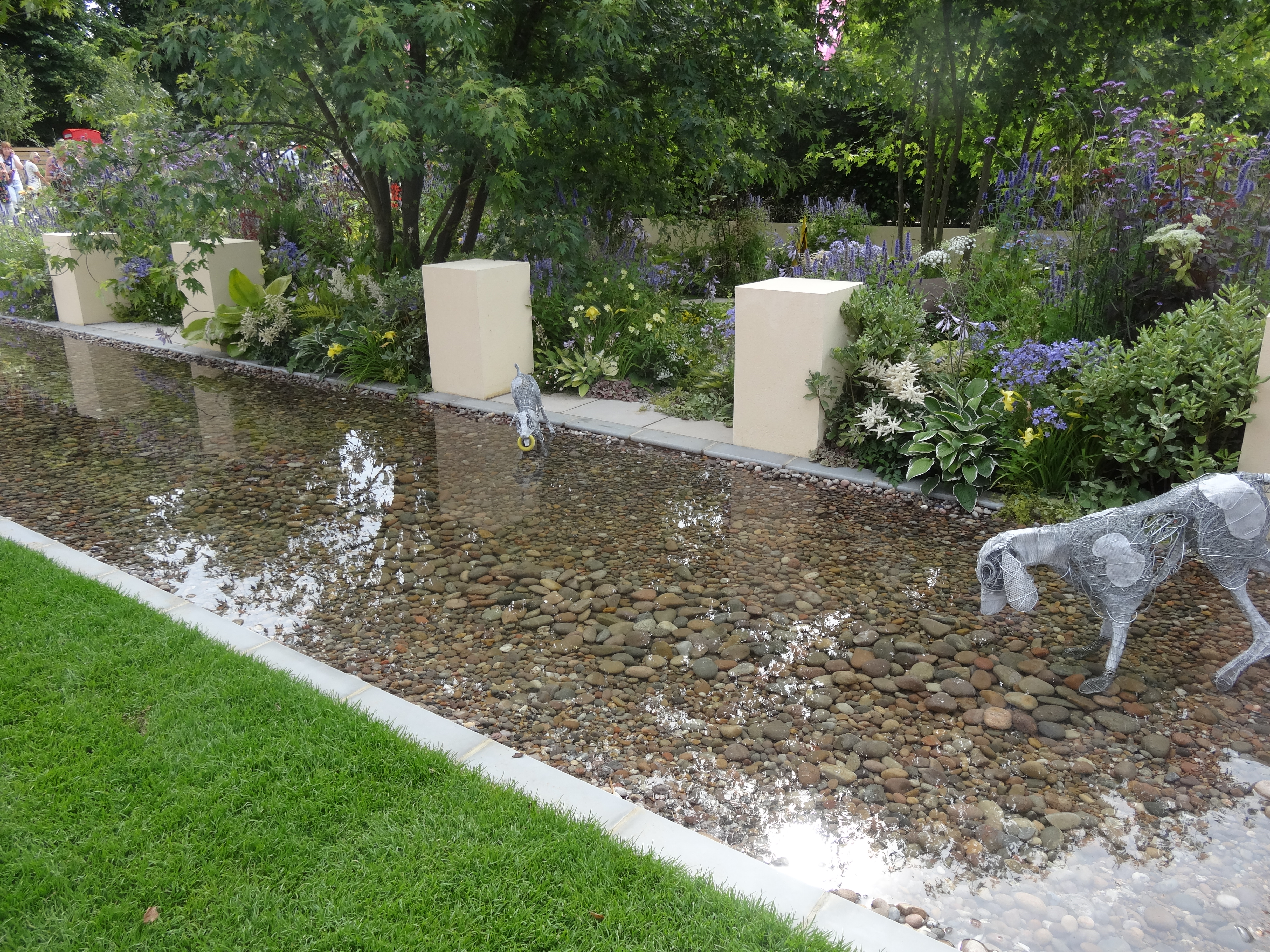
Ein Hundeleben – ein Goldgewinner-Garten
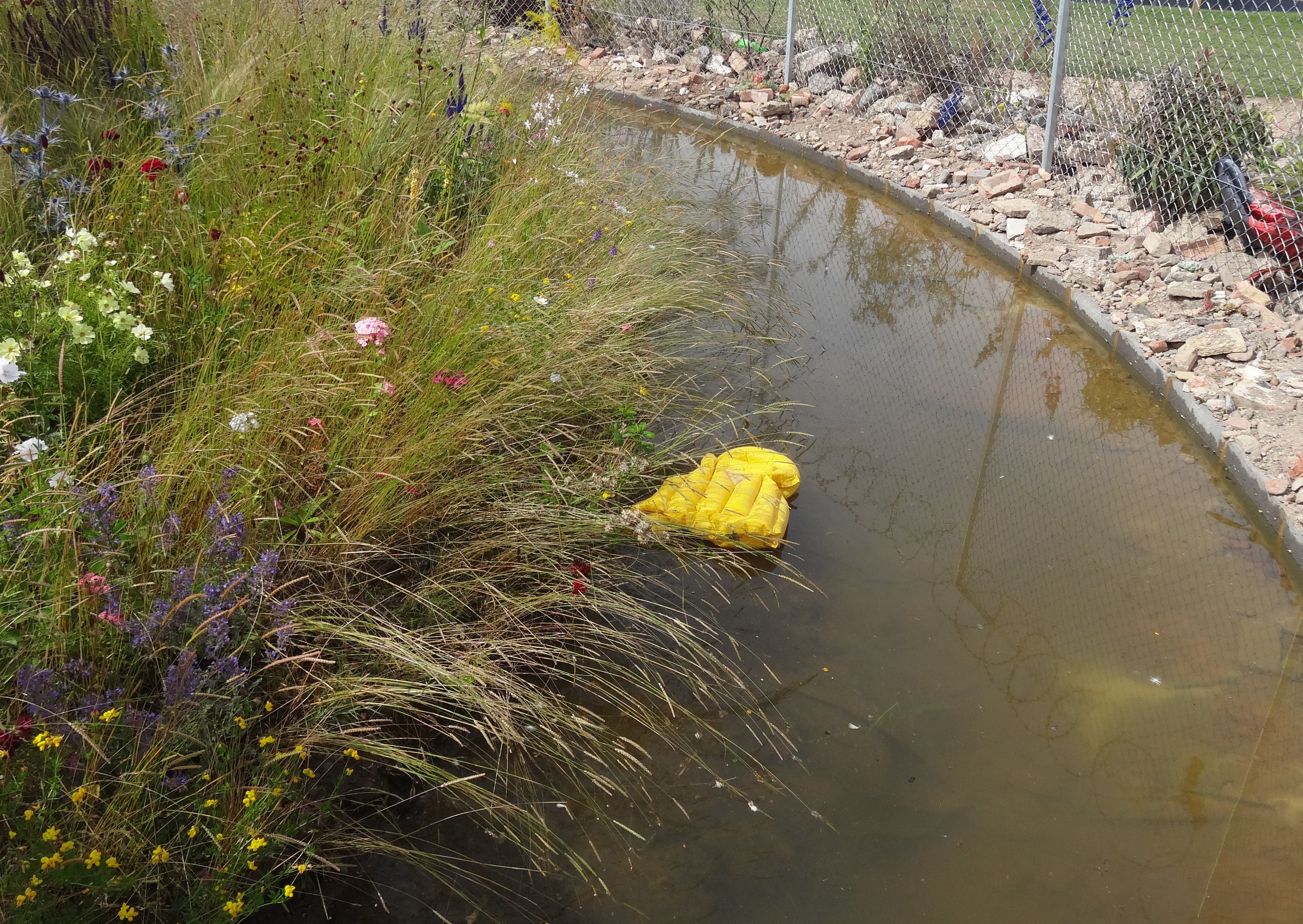
Eine Schwimmweste schwimmt im Wasser des UNHCR Border Control Gartens.
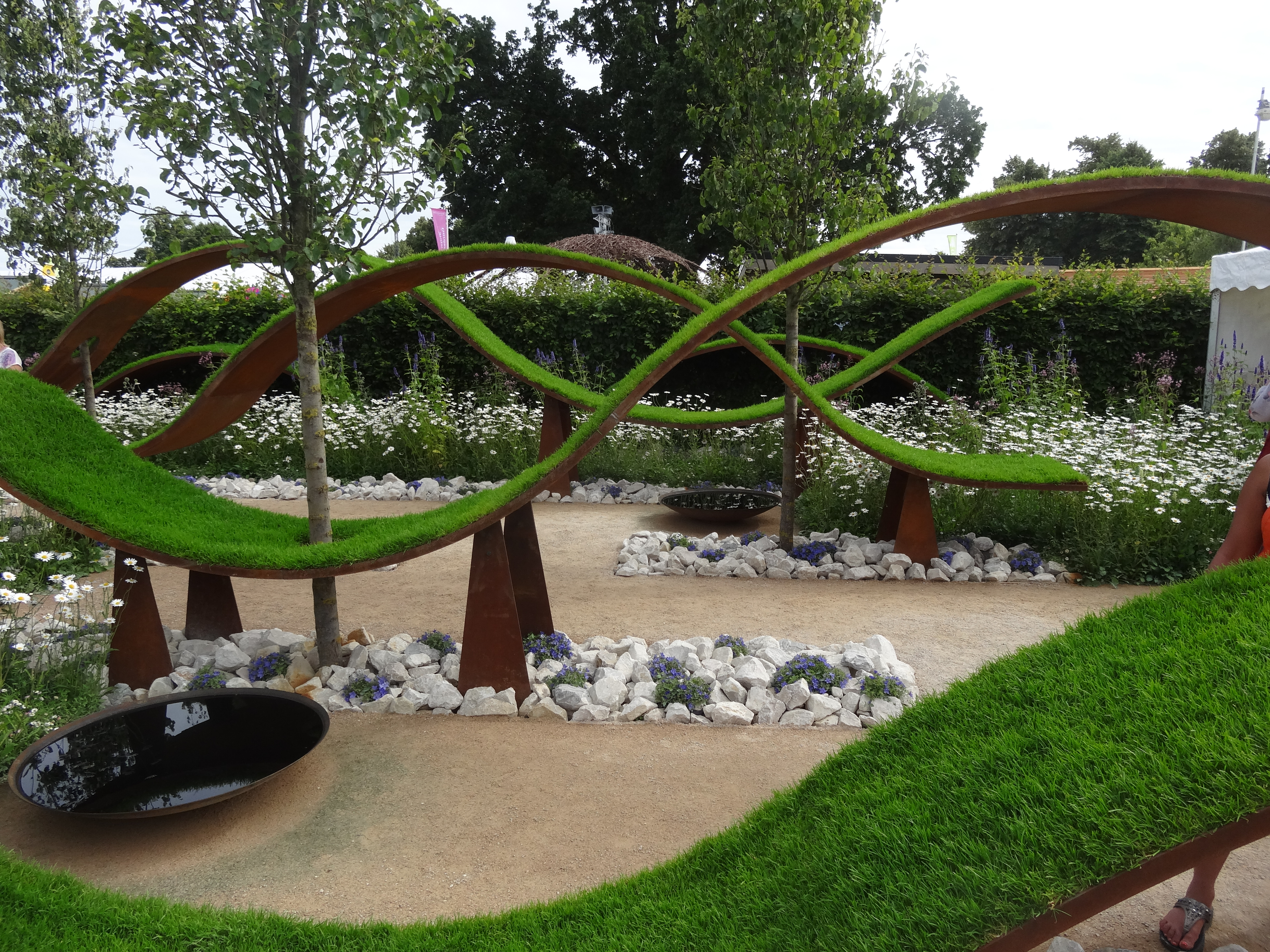
World Vision Garden hatte geschwungene Rasenflächen, die in der Luft schwebten.
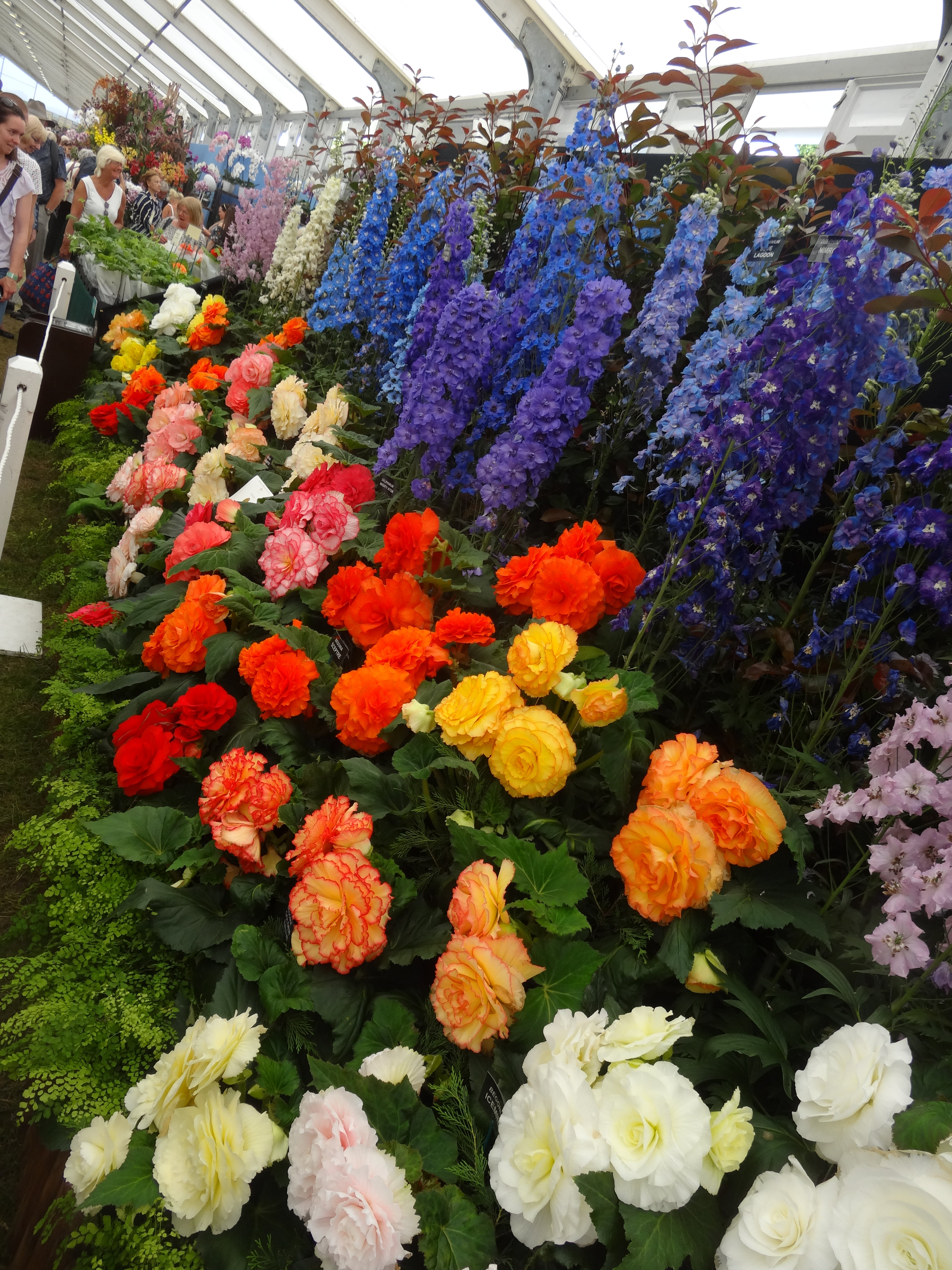
Begonien und Delphinien von Blackmore & Langdon

Bester Konzeptgarten 2016 war Die Grenzkontrolle von Tom Massey und John Ward: ein Blumengarten, umgeben von einem Graben und einem Stacheldrahtzaun, gesponsert vom UNHCR.